# 히젠나가타역
히젠나가타역(일본어: 肥前長田駅)은 일본 나가사키현 이사하야시에 있는 규슈 여객철도 나가사키 본선의 역이다. 섬식 승강장 1면 2선의 구조를 지닌 지상역이다.

## 이용 현황
| 연도     | 하루 평균 승차 인원 |
| 2000년도 | 108                 |
| 2001년도 | 99                  |
| 2002년도 | 104                 |
| 2003년도 | 131                 |
| 2004년도 | 125                 |
| 2005년도 | 134                 |
| 2006년도 | 125                 |
| -------- | ------------------- |

## 역 주변
- 국도 제207호선
- 국립 이사하야 청소년 자연의 집
- 이사하야 시청 나가타 지소

## 역사
- 1934년 3월 24일 : 철도성이 개업.
- 1987년 4월 1일 : 일본국유철도 분할 민영화에 의해 규슈 여객철도로 이관.

## 인접 정차역
| 규슈 여객철도 나가사키 본선 | 규슈 여객철도 나가사키 본선 | 규슈 여객철도 나가사키 본선  |
| --------------------------- | --------------------------- | ---------------------------- |
| 오에 도스 방면              |                             | 히가시이사하야 나가사키 방면 |